# Nguyễn Văn Uẩn
Nguyễn Văn Uẩn (1912 - 1991) là nhà nghiên cứu lịch sử người Việt Nam

## Thân thế
Nguyễn Văn Uẩn sinh năm 1912 tại làng Thượng Cốc, huyện Gia Lộc, tỉnh Hải Dương. Ngay từ khi còn trẻ, ông đã sớm tiếp thu truyền thống hiếu học của dòng họ và gia đình. Năm 1931 ông tốt nghiệp trường Bưởi (nay là trường THPT Chu Văn An. Tháng 8-1945, ông tham gia cách mạng và sau đó lên đường kháng chiến. Dẫu chính quyền cách mạng cử giữ nhiều trọng trách nhưng trước sau ông vẫn nêu sở nguyện được dạy học và nghiên cứu lịch sử. Từ năm 1951 đến 1954 ông là giáo viên dạy văn sử trường trung học Ngô Sĩ Liên ở Bắc Giang; từ năm 1956 đến 1964, giáo viên văn sử trường cấp III Trưng Vương và trường Sư phạm 10+3 Hà Nội. Từ năm 1968, sau khi làm chuyên gia giáo dục tại Cộng hoà Guinea trở về, ông giảng dạy tại khoa tiếng Pháp trường Đại học Ngoại ngữ Hà Nội.
Ông có nhiều duyên nợ với khoa học lịch sử. Ngay từ năm 1938, ông đã ấp ủ viết một cuốn sách lịch sử Việt Nam. Đến năm 1944, đã có 21 tập bản thảo, mỗi tập 200 trang, viết một mặt trên giấy khổ rộng, đóng bìa cứng, gáy in chữ vàng, viết kỹ từ thời Hồng Bàng đến thời điểm kết thúc nhà Nguyễn Tây Sơn. Năm 1946, bộ "Lịch sử Việt Nam sơ khảo" gồm 2 tập do Nhà xuất bản Đại La ấn hành; năm 1948, bộ "Việt sử cương yếu" gồm 3 tập được in tại Việt Bắc. Năm 1960 ông tham gia biên soạn Lịch sử Thủ đô Hà Nội do Trần Huy Liệu chủ biên. Năm 1962 biên soạn giáo trình Lịch sử Thủ đô Hà Nội cho sinh viên đại học sư phạm.
Tháng 7- 1975, ông Uẩn về hưu ở tuổi 64. Ở tuổi 64 ông không còn trẻ, không còn khoẻ, nhưng ông lại mừng vì giờ mới được rảnh rang để thực hiện ý đồ nung nấu nhiều chục năm là bắt tay vào viết bộ sử Hà Nội. Ông thổ lộ: "Nguyện vọng của tôi là được viết một cái gì về Hà Nội… Viết một quyển sách có những chuyện Hà Nội kiểu "Tang thương ngẫu lục" và "Vũ trung tuỳ bút" ư? Tôi lại rất muốn học tập Nguyễn Trãi, Lê Quý Đôn, dùng kiến thức nhỏ mọn của mình viết một quyển Sử, Sử của Hà Nội".
Nói là làm. Ông phác một khung dàn bài, phân chia thời gian khai thác tài liệu. "Tôi phải bỏ ra thời gian khoảng ba năm từ 1977 đến 1979 đi thư viện, công việc là lên một danh sách thư mục về Hà Nội trong số sách có ở hai thư viện, tìm ở ô phích; tìm qua trang bibliographie in ở trang sau các sách nói về Hà Nội…".
Năm 1985, ông hoàn thành biên soạn bộ sách Hà Nội nửa đầu thế kỷ XX. Những năm sau chiến tranh, Hà Nội gặp vô vàn khó khăn. Việc xuất bản sách phụ thuộc vào giấy in. Năm 1986, phần đầu Hà Nội nửa đầu thế kỷ XX được Nhà xuất bản Hà Nội in. Sách 240 trang khổ 13x19 in bằng giấy nứa đen và chỉ nhẵn một mặt. Một số phần tiếp theo được đăng tải trên tuần báo Người Hà Nội.
Ông Nguyễn Văn Uẩn qua đời ngày ngày 30 tháng 5 năm 1991, mãi đến năm 1995, được sự giúp đỡ chí tình của Nhà xuất bản Hà Nội và Công ty Phát hành sách Hà Nội, bộ sách được in trọn vẹn ba tập 3000 trang.
Bộ sách Hà Nội nửa đầu thế kỷ XX của Nguyễn Văn Uẩn ra đời đã đáp ứng được sự mong đợi của mọi người muốn tìm hiểu sâu về Hà Nội giai đoạn biến đổi từ một kinh đô phong kiến sang một đô thị phát triển theo hướng hiện đại, cụ thể là từ thời Tự Đức cuối thế kỷ 19 trải qua thời kỳ thực dân Pháp chiếm đóng đến ngày Thủ đô hoàn toàn giải phóng.
Năm 1996, sách Hà Nội nửa đầu thế kỷ XX đã được thành phố tặng Giải thưởng Thăng Long. Năm 2000 sách tái bản và in thành một tập 1700 trang. Theo lời dặn của ông Uẩn, toàn bộ tiền nhuận bút trong lần in năm 1995, các con của ông đã mua sách biếu những người cung cấp tài liệu mà lúc sống ông trân trọng gọi họ là đồng tác giả. Sau đó, toàn bộ số tiền giải thưởng 20 triệu đồng gia đình ông tặng Quỹ sáng tác văn học trẻ của Hội liên hiệp Văn học Nghệ thuật Hà Nội.

## Tác phẩm
Nhà giáo Nguyễn Văn Uẩn cũng đã cho xuất bản những tập sách của ông viết về Hà Nội:

Lịch sử Việt Nam sơ khảo (2 tập-1946)

Việt Sử cương yếu (3 tập-1948)

Lịch sử thủ đô Hà Nội (2 tập-1962)
 